# Lucio Valerio Potito (tribuno consolare 414 a.C.)
Lucio Valerio Potito (Roma, ... – ...; fl. V secolo a.C.) è stato un politico e militare romano del V secolo a.C..

## Primo tribunato consolare
Nel 414 a.C. fu eletto tribuno consolare con Quinto Fabio Vibulano Ambusto, Gneo Cornelio Cosso e Marco Postumio Regillense.
In quell'anno Bola, espugnata l'anno precedente dai romani che discutevano se inviarvi dei coloni, fu riconquistata e fortificata dagli Equi; il Senato romano decise di affidare la campagna a Marco Postumio.
Marco Postumio condusse l'esercito romano alla vittoria contro gli Equi, ma si inimicò i soldati, mancando la promessa di dividere con essi il bottino di guerra. Richiamato a Roma, durante una accesa discussione in assemblea con i tribuni della plebe, si espresse con espressioni dure nei confronti dei soldati.
Nel campo militare, quando giunse notizia di quanto accaduto a Roma, ci furono grossi tumulti, che Marco Postumio affrontò con eccessiva durezza, tanto che durante i nuovi tumulti, nati per la sua decisione di mandare a morte alcuni soldati, fu lapidato dai suoi stessi soldati.
I tribuni della plebe impedirono ai tribuni consolari di aprire un'inchiesta sull'accaduto.

## Secondo tribunato consolare
Nel 406 a.C. fu eletto per la seconda volta tribuno consolare con Publio Cornelio Rutilo Cosso, Numerio Fabio Ambusto e Gneo Cornelio Cosso.
Il senato decise di dichiarare guerra a Veio, ma nonostante questo non si riuscì ad organizzare una leva militare per questa guerra, sia per il protrarsi delle operazioni militari contro i Volsci, sia per l'opposizione dei tribuni della plebe, che vedevano nelle campagne militari il mezzo attraverso il quale i patrizi evitavano di discutere delle riforme chieste dalla plebe.
Si decise comunque di continuare la guerra contro i Volsci; mentre Gneo Cornelio rimaneva a presidio di Roma, Lucio Valerio e Publio Cornelio operavano azioni diversive, dirigendosi rispettivamente verso Anzio ed Ecetra.
(Tito Livio, "Ab Urbe Condita", IV, 4, 59)
Intanto Numerio Fabio si dirigeva verso Anxur, che conquistava e dava al saccheggio, vero obiettivo dei tribuni.
Fu anche l'anno in cui il Senato emanò una legge a favore dei soldati.
(Tito Livio, "Ab Urbe Condita", IV, 4, 59)

## Terzo tribunato consolare
Nel 403 a.C. fu eletto, per la terza volta, tribuno consolare con Marco Quintilio Varo, Manio Emilio Mamercino, Appio Claudio Crasso, Lucio Giulio Iullo, Marco Furio Fuso.
(Tito Livio,Ab Urbe Condita, V,1)
Mentre i Romani assediavano Veio, costruendo terrapieni, macchine d'assedio (vinea, torri e testuggini), fortini per controllare il territorio, i Veienti videro frustrati i tentativi di coinvolgere le altre città etrusche nella guerra contro Roma.
Si giunse così all'inverno, con la straordinaria decisione di mantenere l'esercito in armi ad assediare Veio, per impedire che tutte le opere realizzate e tutti i progressi realizzati fossero vanificati dai Veienti, per l'abbandono del teatro di guerra (fino ad allora durante i mesi autunnali ed invernali le campagne militari venivano sospese, ed i soldati-cittadini tornavano in città per seguire le loro normali occupazioni).
La decisione trovò la ferma opposizione dei tribuni della plebe.
(Tito Livio,Ab Urbe Condita, V, 2)
Solo l'intervento di Appio Claudio Crasso, che con le sue celebri orazioni contrastava la polemica dei tribuni ed un'improvvisa sortita dei veienti, per distruggere le opere d'assedio romane,riuscì a riportare la concordia tra gli ordini sociali, e a far accettare come necessaria la decisione di mantenere l'esercito in armi anche per l'inverno.

## Quarto tribunato consolare
Nel 401 a.C. fu eletto tribuno consolare con Lucio Giulio Iullo, Marco Furio Camillo, Manio Emilio Mamercino, Gneo Cornelio Cosso e Cesone Fabio Ambusto.
Durante l'anno la città fu percorsa da grandi polemiche, alimentate dai tribuni della plebe per la cattiva conduzione della guerra, con il grave rovescio subito dai romani nell'assedio di Veio causata dai dissidi sorti tra i due tribuni consolari Manio Sergio Fidenate e Lucio Verginio Tricosto Esquilino, per la decisione di mantenere i soldati in servizio anche durante l'inverno per sostenere l'assedio di Veio (quando il normale periodo di leva durava dalla primavera all'estate), e per la necessità di nuovi tributi per sostenere le spese di guerra (era stato deciso che i soldati sarebbero stati pagati dallo Stato per il periodo che prestavano il servizio militare).
(Tito Livio, "Ab Urbe Condita", V, 12.)
Alla fine i Tribuni della plebe portarono in giudizio Sergio Fidenate e Lucio Verginio, per la pessima conduzione della guerra; i due furono condanni ad una pena pecuniaria di 10.000 assi pesanti.
Sul fronte militare i romani riconquistarono le posizioni perse l'anno precedente a Veio, mentre a Valerio Potito fu affidata la campagna contro i Volsci per riconquistare Anxur, che fu posta sotto assedio.

## Quinto tribunato consolare
Nel 398 a.C. fu eletto tribuno consolare con Marco Valerio Lactucino Massimo, Marco Furio Camillo, Lucio Furio Medullino, Quinto Servilio Fidenate Quinto Sulpicio Camerino Cornuto.
I Romani continuarono nell'assedio di Veio e, sotto il comando di Valerio Potito e Furio Camillo, saccheggiarono Falerii e Capena, città alleate degli etruschi.
Durante l'anno si verificò anche l'inusuale innalzamento delle acque del lago Albano, e per interpretarne il significato furono inviati degli ambasciatori ad interrogare l'oracolo di Delfi, anche se un vecchio vate di Veio, si era lasciato scappare il seguente vaticinio:
(Tito Livio, "Ab Urbe Condita", V, 2, 15)